# Портокал с часовников механизъм (филм)
 Тази статия е за филма.  За романа вижте Портокал с часовников механизъм.  
„Портокал с часовников механизъм“ (на английски: A Clockwork Orange) е филм от 1971 година на режисьора Стенли Кубрик по едноименния роман на Антъни Бърджес от 1962 г.
Филмът има елементи на фантастика, комедия, драма и трилър. Главната роля се изпълнява от известния актьор Малкълм Макдауъл. Филмът се смята за един от шедьоврите на века.

## Сюжет
Внимание:  Текстът по-долу разкрива сюжета на произведението (или части от него)!
Филмът разказва за Алекс ДеЛарж и неговата садистична банда, занимаваща се с грабежи, убийства, изнасилвания и мъчения, в света на една тоталитарна държава. Най-накрая Алекс е заловен и е „превъзпитан“ чрез поредица от извратени филми. Само че за новия Алекс няма място в неговата страна. Накрая той отново възвръща инстинктите си на садистичен маниак и филмът свършва с неговата фантазия как изнасилва една жена.

## В ролите
| Актьор           | Роля                    |
| ---------------- | ----------------------- |
| Малкълм Макдауъл | Алекс ДеЛардж           |
| Патрик Меги      | Г-н Франк Александър    |
| Едрийн Кори      | Г-жа Мери Александър    |
| Мириъм Карлин    | Мис Дезер, жената-котка |
| Джеймс Маркъс    | Джорджи                 |
| Майкъл Тарн      | Пит                     |
| Уорън Кларк      | Дим                     |
| Майкъл Бейтс     | старший офицер Барнс    |